# Antum
Antum  eller Antu var en gudinna i den babylonska mytologin i Mesopotamien. Hon var hustru till Anu.Antum var en babylonisk jordgudinna, en tidig fruktbarhetsgudinna.
I sumerisk mytologi var Antum  ett akkadiskt namn som man kände gudinnan Ki under. Hon var den första gemålen till An eller Anu. De båda skapade Enlil. Andra hävdar att Antum var samma gud som sumeriska urgudinnan Amun eller Nammu. I så fall skulle hon vara mor till Enki. Tillsammans med An skapade de Anunnaki som var gudar eller halvgudar, Igigi som var lägre gudar och Utukku, som var demoner i underjorden.
Hon deltog i skapandet av människor tillsammans med Enki, som formades av lera och blandades med blodet från ett gudomligt monster Kingu och på så sätt fick liv. Detta berättas i de babyloniska dikterna, såsom Enuma elish och det akkadiska Atrahasis och även i den sumeriska Ziusudra, som härstammar från tiden för Ur III. Sedan förlorade Antum med tiden i betydelse och ersattes i kulten av Ishtar eller Inanna, som  var hennes dotter. Detta hände under akkadisk tid och det var fallet även senare i Babylon,